# Santa Maria d'Olvan
Santa Maria d'Olvan és una església del municipi d'Olvan (Berguedà) inclosa en l'Inventari del Patrimoni Arquitectònic de Catalunya.

## Descripció
L'església està conformada per una nau lateral i dues de laterals de reduïdes dimensions. La porta d'accés està coronada per un frontó i fornícula, on precedeix una imatge. Per il·luminar la nau central s'obre a la façana, un gran lòcul adovellat. L'església no té absis i els peus del presbiteri, a llevant, s'alça un campanar de secció quadrada adossat al mur de migdia de l'església; el campanar té quatre lòculs i està rematat per una balustrada.

## Història
Les primeres notícies de l'església de Santa Maria d'Olvan són del s. X. L'any 905 es consagrava l'església a honor a la Mare de Déu, pel bisbe Nantigis de la Seu d'Urgell. L'església estava dins la jurisdicció de la baronia de la Portella, però quan aquest s'uní als dominis dels Pinós, l'any 1369, passà a formar part de la baronia de Gironella i Olvan. L'església romànica fou remodelada al llarg dels segles i finalment d'una manera total el s. XVIII. Durant aquesta centúria esdevé un exemple del barroc de la Catalunya interior.